# Mamfé
Mamfé – miasto w Kamerunie, nad rzeką Cross, w Regionie Południowo-Zachodnim. Stolica departamentu Manyu. Liczy około 20,3 tys. mieszkańców. Jest znane jako centrum tradycyjnej medycyny i religii.